# HD 73256 b
HD 73256 b (بالإنجليزية: HD 73256 b)‏ الذي يرمز له بالرمز HD 73256b، هو كوكب خارج المجموعة الشمسية، في كوكبة بيت الإبرة، يتبع HD 73256 ‏.

## الاكتشاف
اكتشف في 2003، وكانت طريقة الاكتشاف Doppler spectroscopy.